# Anatragoides cylindricus
Anatragoides cylindricus är en skalbaggsart som beskrevs av Stefan von Breuning 1938. Anatragoides cylindricus ingår i släktet Anatragoides och familjen långhorningar. Inga underarter finns listade i Catalogue of Life.